# جان إف. إسر
جان إف. إسر (بالهولندية: Johannes Esser)‏ هو طبيب وجراح هولندي، ولد في 13 أكتوبر 1877 في لايدن في هولندا، وتوفي في 9 أغسطس 1946 في شيكاغو في الولايات المتحدة.

## وصلات خارجية
- جان إف. إسر على موقع مباريات الشطرنج (الإنجليزية)
- جان إف. إسر على موقع 365Chess.com (الإنجليزية)
- جان إف. إسر على موقع Chesstempo.com (الإنجليزية)